# Canottaggio ai Giochi della VII Olimpiade
Le gare di canottaggio dei Giochi della V Olimpiade si sono svolte nel Canale Willebroek, Vilvoorde presso Anversa dal 27 al 29 agosto 1920. Il campo di regata aveva una lunghezza di 2000 metri.

## Podi
| Evento                   | Oro | Perform. | Argento | Perform. | Bronzo | Perform. |
| Singolo (dettagli)       | John Kelly | 7'35"0   | Jack Beresford | 7'36"0   | Clarence Hadfield D'Arcy | -        |
| Due di coppia (dettagli) | Stati Uniti John Kelly Paul Costello                                                                                           | 7'09"0   | Italia Erminio Dones Pietro Annoni | 7'19"0   | Francia Alfred Plé Gaston Giran | 7'21"0   |
| Due con (dettagli)       | Italia Ercole Olgeni Giovanni Scatturin Guido De Filip                                                                         | 7'56"0   | Francia Gabriel Poix Maurice Bouton Ernest Barberolle                                                                                             | 7'57"0   | Svizzera Édouard Candeveau Alfred Felber Paul Piaget                                                                                   | -        |
| Quattro con (dettagli)   | Svizzera Willy Brüderlin Max Rudolf Paul Rudolf Hans Walter Paul Staub                                                         | 6'54"0   | Stati Uniti Franz Federschmidt Ken Myers Erich Federschmidt Carl Klose Sherm Clark                                                                | 6'58"0   | Norvegia Birger Var Theodor Klem Henry Larsen Per Gulbrandsen Thoralf Hagen                                                            | 6'58"0   |
| Otto (dettagli)          | Stati Uniti Virgil Jacomini Edwin Graves Bill Jordan Ed Moore Zeke Sanborn Don Johnston Vince Gallagher Clyde King Sherm Clark | 6'05"0   | Gran Bretagna Ewart Horsfall Guy Oliver Nickalls Richard Lucas Walter James John Campbell Sebastian Earl Ralph Shove Sidney Swann Robin Johnstone | 6'05"8   | Norvegia Theodor Nag Conrad Olsen Adolf Nilsen Haakon Ellingsen Thore Michelsen Arne Mortensen Karl Nag Tollef Tollefsen Thoralf Hagen | -        |

## Medagliere
| Posizione | Paese         | Oro | Argento | Bronzo | Totale |
| --------- | ------------- | --- | ------- | ------ | ------ |
| 1         | Stati Uniti   | 3   | 1       | 0      | 4      |
| 2         | Italia        | 1   | 1       | 0      | 2      |
| 3         | Svizzera      | 1   | 0       | 1      | 2      |
| 4         | Gran Bretagna | 0   | 2       | 0      | 2      |
| 5         | Francia       | 0   | 1       | 1      | 2      |
| 6         | Norvegia      | 0   | 0       | 2      | 2      |
| 7         | Nuova Zelanda | 0   | 0       | 1      | 2      |
| Totale    | Totale        | 5   | 5       | 5      | 15     |